# Cousin (famille)
Pour les articles homonymes, voir Cousin.

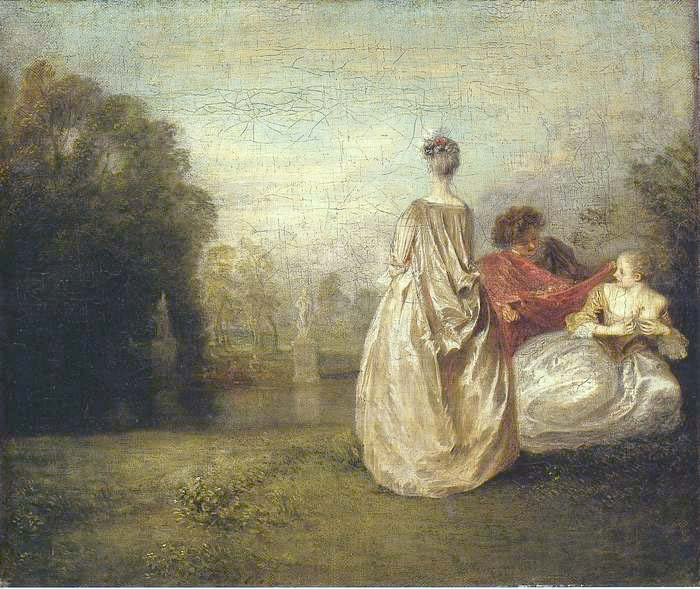
Les Deux Cousines par Antoine Watteau.

Un cousin est un parent collatéral issu de l'oncle, de la tante ou de leurs descendants. Tous les descendants d'une fratrie sont cousins entre eux.
Dans le langage courant, le terme « cousin » désigne souvent un cousin germain, c'est-à-dire les descendants immédiats d'une fratrie, ayant les mêmes grands-parents. Dans un sens plus général, on appelle parfois « cousin » tout individu avec lequel on possède au moins un ancêtre commun.

## Étymologie
Le terme « cousin » vient du latin consobrinus, signifiant « cousin germain ».
Le terme « germain » associé à cousin n'a rien à voir avec l'antique Germanie, l'actuelle Allemagne, bien qu'il vienne du terme latin germanus, dont le sens est « plein, propre, son propre frère, authentique, réel, vrai » ; la racine latine est germen : le « germe, le bourgeon ».
Au XIIe siècle, germain signifie en français « né de même père et de même mère » ; à la même époque apparaît le terme cousins germains. En espagnol, le g initial s'est transformé en h pour donner hermano/hermana (frère/sœur). En français, germain et germaine ont encore ce sens espagnol de frère/sœur jusqu'au XVIIe siècle. Dans la langue juridique moderne, en français, germain ou germaine désigne deux frères ou sœurs nés d'un même père et d'une même mère.

## Degrés de cousinage
Les cousins sont qualifiés de « germains » quand ils sont proches ; pour des cousinages plus lointains, on parle de « degré ».
- En français, les cousins issus de mêmes grands-parents sont qualifiés de « cousins germains », ou encore, « cousins au premier degré ».
- Leurs enfants respectifs seront des « cousins issus de germain », « cousins au second degré », ou encore, dans une forme vieillie, « remués de germain »[6]. On rencontre aussi la forme : « cousins à la mode de Bretagne ».
- Leurs enfants respectifs seront des « cousins issus d'issus de germain » ou encore « cousins au troisième degré ».
- Les générations suivantes seront qualifiées de cousins au  « quatrième degré », « cinquième degré » etc. ; mais ne seront plus qualifiés de germains.

En français, le « degré de cousinage », qui fonctionne de manière identique au système anglo-saxon (p. ex., « cousins au second degré », en anglais second cousins), doit être distingué du « degré de parenté » qui est défini d'une autre manière. Ainsi les « cousins germains » (« cousins au premier degré ») sont parents  au deuxième degré selon le droit canon et au quatrième degré selon le système actuel du droit civil français concernant le degré de parenté. Les « cousins issus de germains » (« cousins au deuxième degré ») sont parents au troisième degré selon le droit canon et au sixième degré selon le droit civil, les « cousins issus d'issus de germains » (« cousins au troisième degré ») sont parents au quatrième degré selon le droit canon et au huitième degré selon le droit civil, les « cousins au quatrième degré » sont parents au cinquième degré selon le droit canon et au dixième degré selon le droit civil etc.
Par ailleurs, le français qualifie généralement de « grand-XYZ » celui qui est en relation de parenté « XYZ » de l’un de ses propres parents, et de « petits-XYZ » les enfants de celui qui est en relation de parenté « XYZ ». Dans ce cadre :
- À une génération d'écart, les cousins de ses propres parents sont des « grands-cousins » ; et les enfants de ses propres cousins sont des « petits-cousins » ;
- À deux générations d'écart, les cousins de ses propres grands-parents sont des « arrière-grands-cousins » ; et les petits-enfants de ses propres cousins sont des « arrière-petits-cousins » ;

Et ainsi de suite, chaque génération d'écart introduisant un « arrière » supplémentaire dans la désignation.

## Terminologie associée au mot cousin

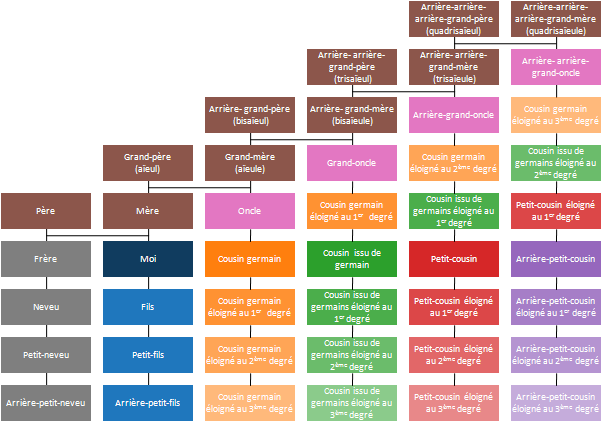
Illustration des degrés de parenté.

On distingue plusieurs types de cousins :
- cousin germain : se dit de son cousin issu d'un frère germain ou d’une sœur germaine de son père ou de sa mère, donc issu(e) des mêmes parents que ce dernier/cette dernière ; deux cousins germains ont donc un grand-père et une grand-mère en commun, soit un lien de parenté au 4e degré (selon le système actuel du droit civil français concernant le degré de parenté) ;
- cousin utérin : se dit de son cousin issu d'un frère utérin ou d'une sœur utérine de son père ou de sa mère, c'est-à-dire issu de la même mère que ce dernier/cette dernière, mais pas du même père[8] ; des cousins utérins ont la même grand-mère ;
- cousin consanguin : se dit de son cousin issu d'un frère consanguin ou d'une sœur consanguine de son père ou de sa mère, c'est-à-dire issu du même père que ce dernier/cette dernière, mais pas de la même mère[9] ; des cousins consanguins ont le même grand-père ;
- cousin issu de germain ou cousin à la mode de Bretagne : deux cousins issus de germain sont les enfants issus respectivement de deux cousins germains ; en général, on désigne ainsi deux cousins qui ont un bisaïeul en commun (arrière-grands-parents communs) ; ils sont donc parents au 6e degré ; on utilise aussi le terme de « cousin à la mode de Bretagne » : comme cette expression est en outre utilisée pour désigner tout descendant issu de son cousin germain, pour une meilleure précision dans ce cas, on lui préfère celle de « cousin germain éloigné au 1er degré » pour désigner un enfant de son cousin germain (5e degré), celle de « cousin germain éloigné au 2e degré » pour un petit-enfant de son cousin germain (6e degré), etc.
- petit-cousin ou cousin issu d'issu de germain ou  cousin arrière-issu de germain : enfants issus de deux « cousins issus de germain » ; ils ont ainsi au moins un trisaïeul en commun (arrière-arrière-grands-parents en commun) ; ils sont donc parents au 8e degré[10]. À noter que, plus généralement, le terme petit-cousin peut aussi désigner un cousin au deuxième (cousin issu de germain), troisième ou quatrième degré voire à un degré plus éloigné[11] ;
- arrière-petit-cousin : deux arrière-petits-cousins sont les enfants de deux petits-cousins ; ils sont donc parents au 10e degré, et ainsi de suite ;
- des doubles cousins sont des cousins ayant exactement les mêmes grands-parents ;
- les cousins par alliance sont les cousins de son conjoint.

## Mariage entre cousins

Légalité du mariage entre cousins dans le monde.
Mariage autorisé entre cousins au 1er degré
Légalité dépendant de la religion ou de la culture
Interdiction du mariage entre cousins au 1er degré
Interdit avec exceptions
Considéré comme un crime
Données indisponibles

Mariage civil
Une personne peut se marier civilement avec un cousin dans de nombreux pays, dont la France.
Mariage religieux
Selon le droit canon de l'Église catholique romaine, une dispense d'un évêque est nécessaire pour un mariage consanguin si les deux personnes sont cousines d'un degré inférieur ou égal à quatre selon le décompte du degré de consanguinité de l'Église catholique, mais seul le pape peut accorder une dispense pour les mariages entre cousins germains.
Les mariages entre frère et sœur sont interdits par l’Église catholique et par le Code civil des Français, même en cas d'adoption.

## Autre emploi du mot
- On emploie affectueusement le mot « cousin » pour désigner un peuple avec lequel on partage une histoire ou une culture commune. Dans la francophonie, on rencontre souvent les termes « nos cousins québécois », « nos cousins suisses », « nos cousins belges » ou « nos cousins français ».
- Le roi de France appelait ses « bons cousins » ou « mon cousin » les personnes qui étaient très proches de lui, même si celles-ci n'étaient pas princes du sang ou apparentées, mais des princes étrangers, des cardinaux, des pairs, des maréchaux de France, des Grands d'Espagne et quelques seigneurs du royaume[16],[1].
- Un cousin est un insecte diptère de la famille des tipulidés.

## Pour approfondir